# Dept. Q
Dept. Q ist eine britische Krimi-Thriller-Fernsehserie von Scott Frank und Chandni Lakhani, die auf der zehnteiligen Carl Mørck-Romanreihe des dänischen Autoren Jussi Adler-Olsen basiert. Verfilmt wurde das erste Buch Erbarmen. Die Serie läuft seit dem 29. Mai 2025.

## Handlung
Der erstklassige Detective Carl Mørck kehrt zurück zur Arbeit nach einer Schießerei, bei der er schwer verletzt, sein Partner und Freund James Hardy querschnittgelähmt und ein Streifenpolizist getötet wurden. Die Freude über seine Rückkehr ist verhalten, da er als arroganter Kollege wahrgenommen wird, der auf andere herabschaut. Um die Nachwirkungen des Traumas zu verarbeiten, muss er sich einer Therapie stellen.
Die schottische Regierung hat entschieden, es wäre politisch zweckmäßig, sich zeitweise auf ungelöste Verbrechen zu konzentrieren, um schlechte Aufklärungsraten zu verbessern. Entsprechend erhält Mørcks bedrängte und unterfinanzierte Vorgesetzte Moira Jacobson ein beachtliches Budget, um eine neue Einheit zu diesem Zweck zu gründen. Da sie den größten Anteil des Budgets jedoch ihrem eigenen Department und deren offenen Fällen zukommen lässt, wird Mørck als einziger Beamter von Dept. Q mit einer großen Anzahl an nicht abgeschlossenen Fällen in heruntergekommene Räumlichkeiten im Keller abkommandiert.
Der zivile Angestellte Akram Salim, ein syrischer ehemaliger Polizist, sucht herausforderndere Arbeit und schleicht sich in Mørcks Team. Mit der Aufgabe betraut, die alten Fälle zu kategorisieren, präsentiert er Mørck einen Fall, von dem er glaubt, dass er die größte Chance hat, gelöst zu werden. So beginnen sie, ein Team von Außenseitern zu bilden, um scheinbar unlösbare Fälle abzuschließen.

## Besetzung

### Hauptfiguren
- Matthew Goode als Detective Chief Inspector Carl Morck, ein emotional gezeichneter Detective, soll Department Q, eine Cold-Case-Einheit aufbauen.
- Chloe Pirrie als Merritt Lingard, eine rücksichtslose und ehrgeizige Staatsanwältin, Merritt im Teenageralter wird von Bobby Rainsbury gespielt.[2]
- Jamie Sives als James Hardy, Mørcks querschnittgelähmter ehemaliger Partner bei der Polizei, der neuen Sinn im Leben darin findet, Department Q bei den Fällen zu beraten
- Mark Bonnar als Stephen Burns, Lord Advocate und Merritts ehemaliger Vorgesetzter
- Alexej Manvelov als Akram Salim, ein syrischer Polizist, der nach der Flucht nach Europa ein Teil des neuen Teams wird
- Leah Byrne als Detective Constable Rose Dickson, eine junge Frau nach einem Zusammenbruch, die die Chance sieht, sich in Mørcks Team zu beweisen
- Kate Dickie als Moira Jacobson, Mørcks Vorgesetzte
- Shirley Henderson als Claire Marsh, Haushälterin und Begleiterin von William Lingard
- Kelly Macdonald als Dr. Rachel Irving, eine Polizeitherapeutin, beauftragt mit Mørcks Pflichttherapie nach der Schießerei
- Alison Peebles als Ailsa Jennings, Mutter von Lyle und Harry Jennings

### Nebenfiguren
- Angus Yellowlees als Police Constable Anderson, ein Streifenpolizist
- Patrick Kennedy als Liam Taylor, Staatsanwalt
- Douglas Russell als Graham Finch, ein Geschäftsmann, der seine Frau ermordet haben soll
- Steven Miller als Sam Haig
- Kal Sabir als DCI Logan Bruce
- Aron Dochard als DC Clark
- Catriona Stirling als DC Wilson
- Tom Bulpett als William Lingard, Merritts beeinträchtigter Bruder
- Aaron McVeigh als Jasper Stewart, Mørcks Stiefsohn
- Sanjeev Kohli als Martin Fleming, Mørcks Mitbewohner
- Gordon Brown als Fergus Dunbar, ein Detective, der in Merritt Lingards Fall ermittelt hat
- Michelle Duncan als Dr. Fiona Wallace, Leiterin einer Nervenanstalt and Williams Vormund
- Ellen Bannerman als Kirsty Atkins, Zeugin im Fall Finch
- James Macnaughton als Dennis Piper, Ein Reporter
- Gilly Gilchrist als Constable John Cunningham
- Angus Miller als Colin Cunningham
- Clive Russell als Jamie Lingard, Vater von Merritt und William
- Fraser Saunders als Harry Jennings

## Episodenliste
| Nr. (ges.) | Nr. (St.) | Originaltitel | Zusammenfassung | Regie         | Drehbuch                        |
| ---------- | --------- | ------------- | --- | ------------- | ------------------------------- |
| 1          | 1         | Episode 1     | DCI Carl Mørck kehrt nach einem beinahe tödlichen Vorfall zurück zur Arbeit und wird Leiter einer neuen Abteilung. Ein Staatsanwalt hat einen harten Tag bei Gericht.                   | Scott Frank   | Chandni Lakhani & Scott Frank   |
| 2          | 2         | Episode 2     | Carl und sein neuer Assistent beginnen mit ihren Untersuchungen am ersten ungeklärten Fall, doch seine persönlichen Dämonen wirken sich auf seine Arbeit aus.                           | Scott Frank   | Chandni Lakhani & Scott Frank   |
| 3          | 3         | Episode 3     | Carl und Akram stellen die schicksalsträchtige Fahrt der Fähre auf dem Weg zur Insel Mhor nach. Die frustrierte Polizistin Rose versucht, in deren Abteilung versetzt zu werden.        | Elisa Amoruso | Chandni Lakhani & Scott Frank   |
| 4          | 4         | Episode 4     | Rose versucht auf der Insel an Informationen zu gelangen, die Carl nicht erhalten konnte. Akram findet eine Notiz, die die Untersuchungen in eine ganz neue Richtung führt.             | Elisa Amoruso | Stephen Greenhorn & Scott Frank |
| 5          | 5         | Episode 5     | Das Verschwinden der Staatsanwältin und ein Tod werden in Verbindung gebracht. | Elisa Amoruso | Stephen Greenhorn & Scott Frank |
| 6          | 6         | Episode 6     | Ein Verdächtiger im Zusammenhang mit der Schießerei in Leith Park wird in Gewahrsam genommen. Carl kehrt zurück zum Tatort und verliert in der Öffentlichkeit erneut die Beherrschung.  | Scott Frank   | Colette Kane & Scott Frank      |
| 7          | 7         | Episode 7     | Carl verdächtigt mächtige Männer, währenddessen erhält Rose mit einem frischen Blickwinkel neue Informationen über Sam Haig.                                                            | Scott Frank   | Colette Kane & Scott Frank      |
| 8          | 8         | Episode 8     | Das Opfer erhält von den Entführern einen Hinweis, während diese eine Antwort auf ihre Frage wollen. Dept. Q kommt der Lösung des eigenen Rätsels näher.                                | Scott Frank   | Scott Frank                     |
| 9          | 9         | Episode 9     | Eine jahrzentealte Aufnahme hilft dabei, dass sich alle Teile des Puzzles zusammenfügen. Aber der Druck steigt, sowohl innerhalb als außerhalb der Kammer. Kommt Carl noch rechtzeitig? | Scott Frank   | Scott Frank                     |

## Produktion

### Entstehung

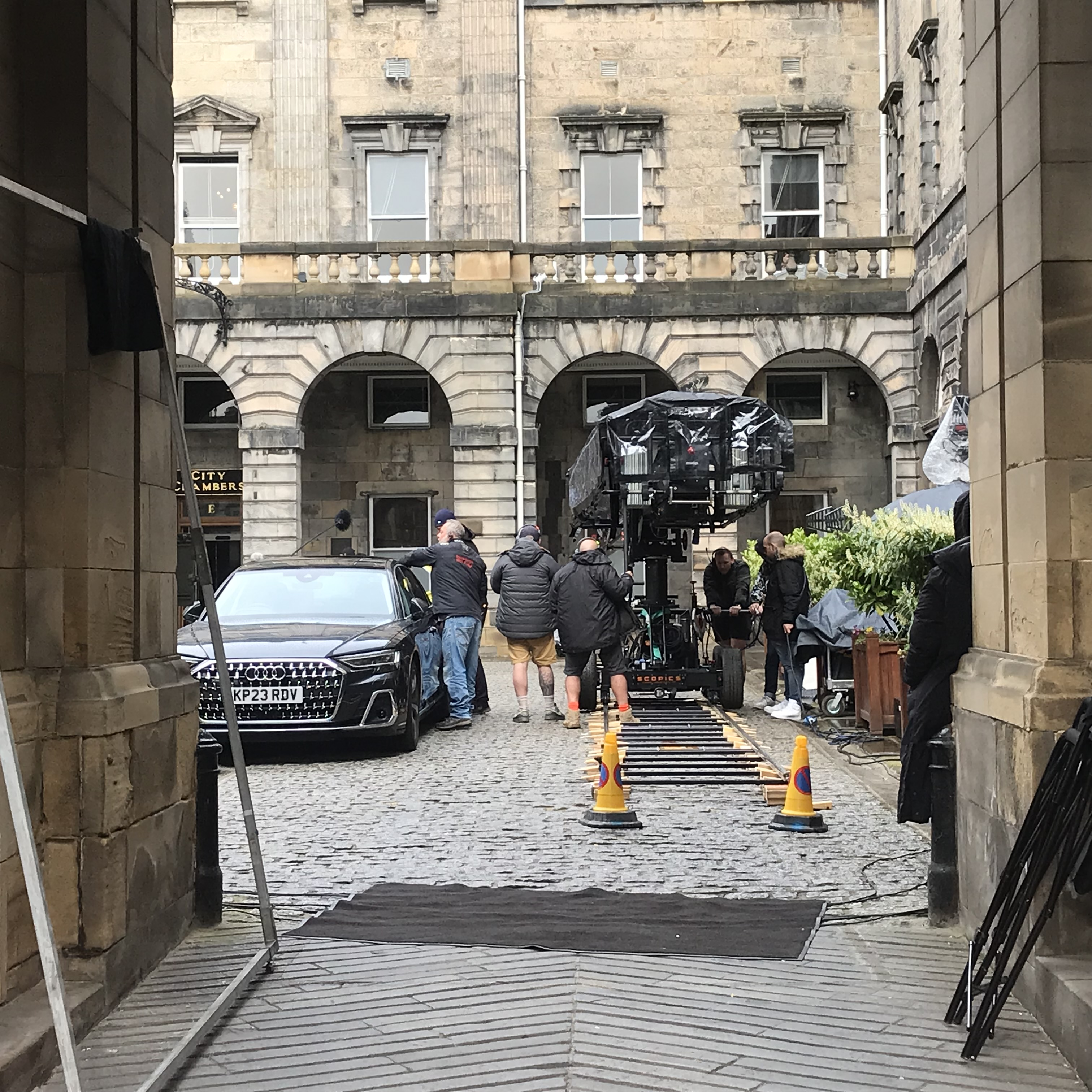
Dreharbeiten in den City Chambers in Edinburgh

Am 27. April 2023 wurde bekannt gegeben, dass Scott Frank eine englischsprachige TV-Serie entwickeln soll, die auf dem Roman Erbarmen von Jussi Adler-Olsen basieren soll. Weiterer Autor wurde neben Frank auch Chandni Lakhani, Left Bank Pictures produziert die Serie für Netflix. Am 6. Februar 2024 wurden Stephen Greenhorn und Colette Kane als zusätzliche Autoren bekannt gegeben, Frank sollte die Regie der ersten beiden Episoden übernehmen.

### Besetzung
Am 6. Februar 2024 wurden Matthew Goode, Chloe Pirrie, Alexej Manvelov, Leah Byrne und Kelly Macdonald für die Hauptrollen gecastet.

### Dreharbeiten
Am 27. April 2023 wurde angekündigt, dass die Serie im schottischen Edinburgh spielt, die literarische Vorlage spielt in der dänischen Hauptstadt Kopenhagen. Gedreht wurde in Edinburgh von Februar bis Juni 2024. Die Szenen auf dem Anwesen der Jennings wurden auf den Burntisland Docks in Fife gedreht.

## Synchronisation
Die deutschsprachige Synchronisation erstellte die VSI Synchron GmbH nach den Dialogbüchern von Julius Hasper und Julia Kantner unter der Dialogregie von Zoë Beck.
| Figur           | Figur          | Darsteller        | Synchronsprecher     |
| --------------- | -------------- | ----------------- | -------------------- |
| Carl Morck      | Carl Morck     | Matthew Goode     | Norman Matt          |
| Merritt Lingard | erwachsen      | Chloe Pirrie      | Eva Thärichen        |
| Merritt Lingard | jung           | Bobby Rainsbury   | Magdalena Montasser  |
| Akram Salim     | Akram Salim    | Alexej Manvelov   | Nicola Devico Mamone |
| James Hardy     | James Hardy    | Jamie Sives       | Matthias Deutelmoser |
| Stephen Burns   | Stephen Burns  | Mark Bonnar       | Dietmar Wunder       |
| Rose Dickson    | Rose Dickson   | Leah Byrne        | Marie Hinze          |
| Moira Jacobson  | Moira Jacobson | Kate Dickie       | Silvia Mißbach       |
| Claire Marsh    | Claire Marsh   | Shirley Henderson | Dorette Hugo         |
| Rachel Irving   | Rachel Irving  | Kelly Macdonald   | Manja Doering        |
| Ailsa Jennings  | Ailsa Jennings | Alison Peebles    | Judith Steinhäuser   |

## Veröffentlichung
Dept. Q feierte am 29. Mai 2025 Premiere bei Netflix.

## Rezension

### Kritiken
Die Serie erhielt auf der Seite Rotten Tomatoes 86 % positive Kritiken, basierend auf 49 Rezensionen. Der Konsens hierbei liest sich folgendermaßen: „In einem Meer des generischen Krimidrama erweist sich Dept. Q als spannend, fesselnd und erhaben dank einem überzeugenden Cast und erfahrenen Schöpfer Scott Frank.“ („In a sea of generic crime dramas, Dept. Q stakes its claim amongst the thrilling, enthralling, and sublime thanks to a winning cast and veteran creative Scott Frank.“) Bei Metacritic erhält die Serie einen Score von 69 (von 100) bei 22 Kritiken, und bewertet sie als „grundsätzlich gut“ („generally favorable“).
Kristen Baldwin von Entertainment Weekly gab der Serie eine A− und schreibt: „Gebrochene Menschen, die sich selbst heilen, dadurch dass sie einen Abschluss für Opfer von Verbrechen erzielen,“ kann ein besonders effektives Subgenre sein, sofern Buch, Regie und Cast zusammenfinden – und in Dept. Q nimmt alles zusammen wunderschön Gestalt an. („Broken people healing themselves by providing closure for crime victims" can be an especially effective sub-genre if the writing, directing, and casting align – and in Dept. Q everything gels beautifully.“)
Lucy Mangan von The Guardian, gibt eine Wertung von 4/5 und beschreibt das Skript als „scharf und schlank, und besonders gut darin, Mørcks scharfen Sarkasmus rüberzubringen.“ („sharp and lean, and especially good at channelling Mørck's spitting sarcasm“.)
Alan Sepinwall vom Rolling Stone schreibt „Goode ist ein freigelegter Nerv, jederzeit bereit, wegen des geringsten Angriffs um sich zu schlagen, was ihn zu einem guten Gegenüber für Manvelovs subtile Coolness als Akram macht, der eindeutig sehr viel gefährlicher ist, als sein reserviertes und höfliches Auftreten suggeriert.“ („Goode is an exposed nerve, ready to lash out at anyone around him for the slightest offense, which makes him a good match for Manvelov's understated cool as Akram, who is clearly much more dangerous than his reserved and polite demeanor would suggest.“)
Daniel Fienberg vom Hollywood Reporter kommentiert „Solide Mystery, großartiges Ensemble, reichlich andauerndes Potential.“ („Solid mystery, great ensemble, ample ongoing potential.“)